# 武林幸運星
《武林幸運星》（英文：The Commandments），是香港無綫電視1992年拍攝的電視連續劇，全劇共20集，監製莊偉建，主要演員有溫兆倫、周慧敏、梅小惠、胡越山、呂有慧、崔嘉寶、周國麟、孟龍等。主題曲由溫兆倫主唱。

## 故事大綱
屈炭自小已被公認為災星，受盡白眼，只有其母及指腹為婚之未婚妻田寵兒對他愛護有加，及後，屈炭終不容於村民，逃往臥龍鎮。 屈炭於鎮上結識龍在天，二人患難與共，結成好友。在天不甘貧困，誤入歧途，劫鏢殺人，無惡不作。而屈炭則仍保持善良，雖屢次捲入江湖鬥爭中，仍能吉人天相，且結識了機靈可愛的楚楚，二人更共墜愛河。機緣巧合下，屈炭更成為逍遙派之掌門人。
就在此時，寵兒尋至向屈炭逼婚，卻陰差陽錯，與慕容劍飛結成夫婦，更揭發出孟飛竟是楚楚父親與妾侍弄兒所生之兒子，眾人一家團聚。 在天眼見屈炭名聲大噪，大感不忿，不惜利用與曲菁菁之感情及周玉貴之勢力，佈局陷害他，由此而令江湖掀起一片腥風血雨…

## 演員表

### 主角
- 溫兆倫 飾 屈　炭(逍遙派掌門·武功：七陽指)
- 周慧敏 飾 曲楚楚
- 胡越山 飾 龍在天(天龍門掌門·俠聖後變壞武功：寒冰掌後改練烈火掌)
- 崔嘉寶 飾 曲菁菁
- 孟　龍 飾 慕容劍飛
- 梅小惠 飾 田寵兒(犹山飛鳳)

### 次要演員

#### 逍遙派
- 俞　明 飾 公孫無我掌門(水伯·於第8集死亡)
- 承　恩 飾 魯不邪
- 羅國暉 飾 連守正
- 黃　新 飾 懵　伯(天地人三君子之一高手)
- 林家棟 飾 逍遙弟子
- 萬梓豐 飾 逍遙弟子

##### 逍遙五禽
- 林道權 飾 猿
- 許實賢 飾 虎
- 吳仕德 飾 鹿
- 馬健聰 飾 鳥
- 梁欽棋 飾 熊

#### 犹山村
- 溫兆倫 飾 炭　父
- 謝月美 飾 炭　母
- 徐新義 飾 兒　父
- 楓 飾 兒　母
- 方　傑 飾 村　長
- 區　嶽 飾 何守康

#### 曲家
- 麥天恩 飾 曲一霸
- 劉桂芳 飾 白雲仙
- 呂有慧 飾 貞娘/弄兒
- 王翠玉 飾 小　環(婢女)

#### 慕容家
- 黃一飛 飾 慕容堅
- 陳國熙 飾 慕容劍飛(童年)

#### 周家
- 田　青 飾 周大利
- 周國麟 飾 周玉貴

#### 天地人三君子
- 駱應鈞 飾 敗中求勝
- 凌　漢 飾 燕　北(快劍手)

#### 天龍人
- 博　君 飾 武　元
- 李健邦 飾 天龍弟子
- 鄧繼榮 飾 天龍弟子

#### 大富貴妓院
- 溫雙燕 飾 歸十一娘
- 祝文君 飾 小　蝶/妓　女
- 趙學而 飾 翠/妓　女
- 馮敏清 飾 春　色
- 梁美鳳 飾 妓　女
- 王潔冰 飾 妓　女
- 趙巧珠 飾 妓　女

#### 賭場
- 張德榮 飾 荷官甲
- 張國強 飾 荷官乙
- 鄧以豪 飾 黃金手
- 應善然 飾 賭　客
- 麥嘉倫 飾 賭　客/茶　客
- 戴少民 飾 賭　客

#### 關東二妖
- 鄭繼宗 飾 陽　妖
- 鄭　莊 飾 陰　妖

### 其他演員
- 徐忠信 飾 轟雷黑先鋒(岳中空師弟·於第9集和岳中空互鬥受傷·第12集被壓死)
- 李家鼎 飾 岳中空(轟雷黑先鋒師兄·於第9集和轟雷黑先鋒互鬥死亡)
- 孫季卿 飾 月半仙大夫
- 凌禮文 飾 光　伯
- 陳家洛 飾 炳
- 黃仲匡 飾 新
- 鄧煜榮 飾 肥佬甲
- 吳育樞 飾 巫　勝
- 區人山 飾 段　風
- 羅樹淇 飾 鎮　長
- 胡耀鋒 飾 小　童
- 王華盛 飾 拐子佬
- 周煥培 飾 買賣郎
- 許志佳 飾 小　二
- 黎秀英 飾 老闆娘
- 陳勉良 飾 老和尚
- 計祥龍 飾 小　販
- 劉煒全 飾 手　下
- 戴少民 飾 鄉　民
- 黃建峰 飾 鄉　民
- 廖靜嫻 飾 樵　婦
- 麥樹燊 飾 父　老
- 張俊平 飾 大　漢
- 石　雲 飾 玉石老板/老　闆
- 劉偉國 飾 小　販
- 羅本能 飾 掌　櫃
- 陳鳳冰 飾 大襟姐
- 鄭君寧 飾 弟　子
- 黃偉琳 飾 弟　子
- 張　兆 飾 老　闆
- 黃仲匡 飾 村　民

## 外部連結
- 《武林幸運星》 GOTV 第1集重溫